# 동키콩 Jr.

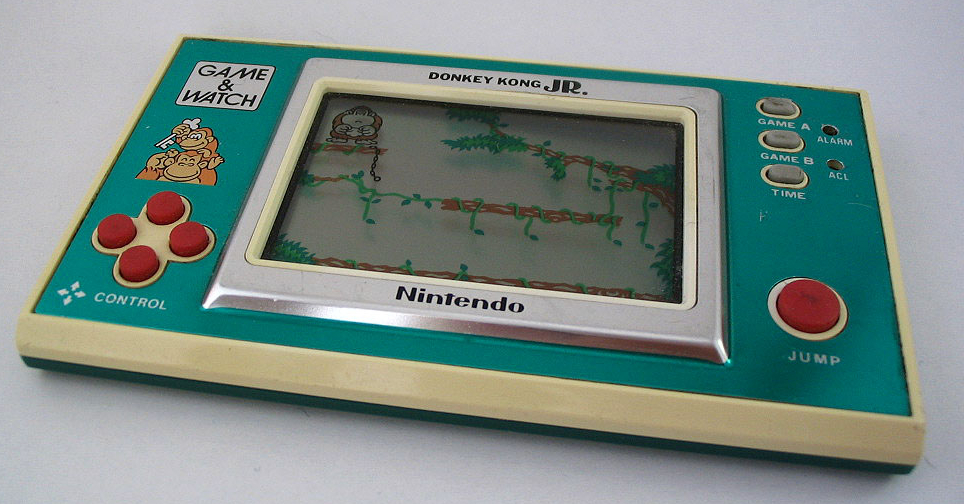
신형 와이드 스크린 게임 & 워치 동키콩 Jr.

《동키콩 Jr.》(Donkey Kong Jr., ドンキーコングJR.)는 1982년 닌텐도에서 만들어진 아케이드 게임이다. 아케이드에 처음 등장했으며 이후 1980년대 동안 특히 닌텐도 엔터테인먼트 시스템을 포함하여 여러 플랫폼용으로 출시되었다. 마리오에게 붙잡힌 동키콩을 '동키콩 주니어'가 구하는 내용이다.